# Yes Tor
Le Yes Tor est le deuxième plus haut sommet du Dartmoor, dans le Devon, dans le Sud-Ouest de l'Angleterre. Il s'élève à 619 mètres d'altitude, soit deux mètres de moins que High Willhays, point culminant du massif, et distant d'à peine d'un kilomètre.

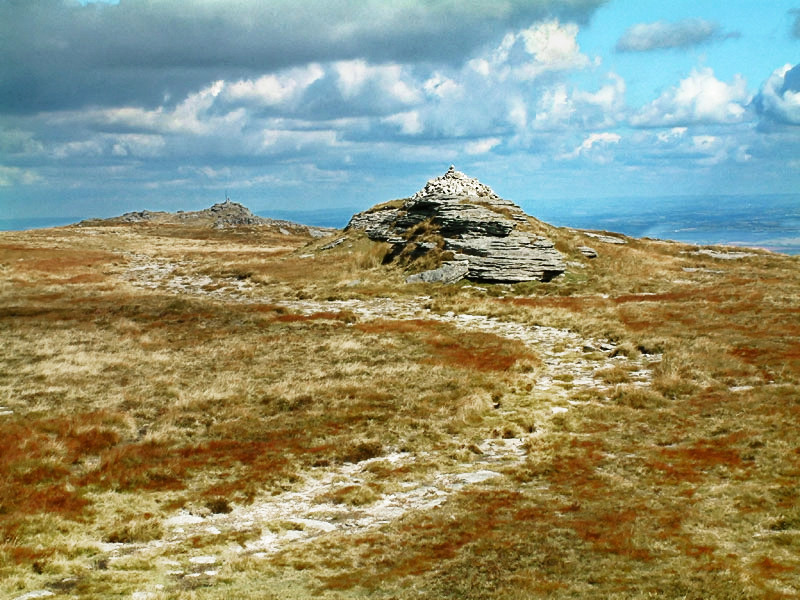
Le High Willhays (au premier plan) et le Yes Tor (dernier plan).